# Ellesmerocerida
Ellesmerocerida zijn een uitgestorven orde van weekdieren uit de klasse van de Cephalopoda (inktvissen).

## Taxonomie
De volgende taxa worden bij de orde ingedeeld:
- † Familie Ellesmeroceratidae
- † Familie Protocycloceratidae
- † Familie Cyclostomiceratidae Foerste, 1925
  -  † Geslacht Cyclostomiceras Hyatt, 1900
    -  † Cyclostomiceras profilstrandense Kröger & Pohle, 2021[2]
    -  † Cyclostomiceras cassinense (Whitfield, 1886)
      - =  † Gomphoceras cassinense  Whitfield,  1886

    -  † Cyclostomiceras depressius Cecioni, 1953
    -  † Cyclostomiceras depressum Ulrich et al., 1943
    -  † Cyclostomiceras thorali Kröger & Evans, 2011
    -  † Cyclostomiceras minimum (Whitfield, 1886)
      - =  † Gomphoceras minimum Whitfield, 1886

    -  † Cyclostomiceras vasiforme (Dwight, 1884)
      - =  † Oncoceras vasiforme Dwight, 1884

  -  † Geslacht Eocyclostomiceras Chen, 1983
  -  † Geslacht Microstomiceras King, 1998
  -  † Geslacht Pictetoceras Foerste, 1926
- † Familie Bassleroceratidae Ulrich, Foerste, Miller & Unklesbay, 1944[3]
  -  † Geslacht Lawrenceoceras Ulrich, Foerste, Miller & Unklesbay, 1944[3]
    -  † Lawrenceoceras collinsi Ulrich, Foerste, Miller & Unklesbay, 1944[3]
    -  † Lawrenceoceras ebenus Kröger & Pohle, 2021[2]
    -  † Lawrenceoceras larus Kröger & Pohle, 2021[2]
- † Familie Eothinoceratidae
- † Familie Bathmoceratidae
- † Familie Cyrtocerinidae